# Clivia biplagiata
Clivia (Cliviniella) biplagiata – gatunek chrząszcza z rodziny biegaczowatych i podrodziny Scaritinae.
Gatunek ten opisany został w 1866 roku przez Jules’ego Putzeysa.
Mały chrząszcz, osiągający 5 mm długości ciała.

## Rozprzestrzenienie
Gatunek znany z Australii, gdzie występuje od północnego Queensland, przez Nową Południową Walię po Wiktorię oraz w północnej Australii Zachodniej. Ponadto podawany z Celebesu.